# Parachute de palier

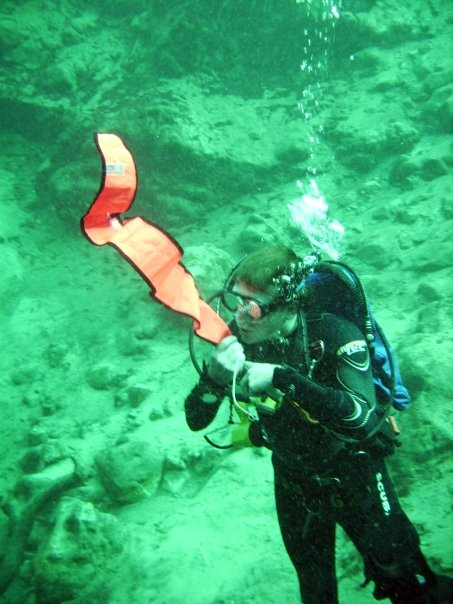
Plongeur déployant son parachute de palier.

Un parachute de palier est un équipement propre à la plongée en scaphandre autonome qui s'utilise lors d'un palier de décompression. Il permet d'indiquer en surface la position de la palanquée en fin de plongée et que la remontée avec les paliers de sécurité est en cours.
Il doit faire partie de l'équipement du plongeur à partir du niveau 2.
Le parachute aide aussi à se maintenir à une profondeur constante en pleine eau pour faciliter le palier.
Le parachute de palier n’est pas fait pour remonter des objets du fond. Sa résistance et son faible volume ne lui permettent pas d’effectuer cette tâche. Il existe des parachutes de relevage prévus pour cet usage spécifique.
En plongée dérivante, ou lorsque la houle est importante, un parachute de palier permet d'indiquer au navire où sont les plongeurs.
Deux parachutes de palier peuvent être déployés côte à côte pour signaler que la palanquée à un problème, mais ce signe reste peu courant. De même, le fait de tirer sur le parachute pour le faire entrer et sortir de l'eau tel un bouchon est une convention pour alerter le bateau d'un problème. En plongée technique, en cas de problème, on utilise un parachute de couleur jaune sur lequel on a fixé une ardoise afin de communiquer avec la surface

## Galerie

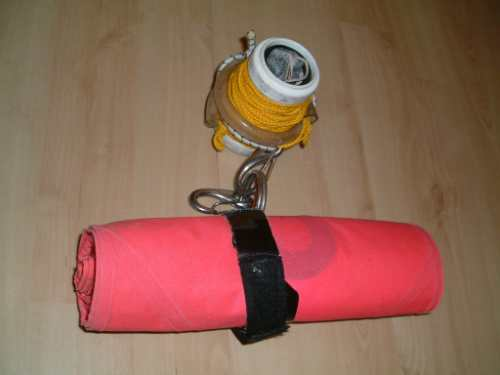
Parachute de palier replié
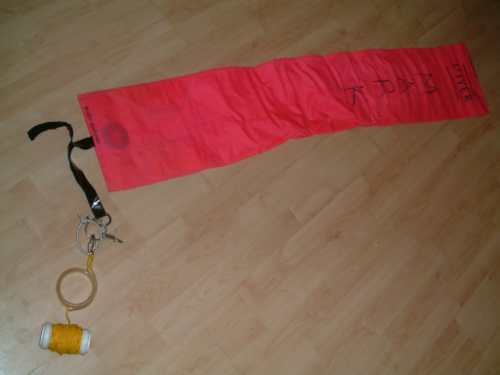
Parachute de palier prêt à être gonflé
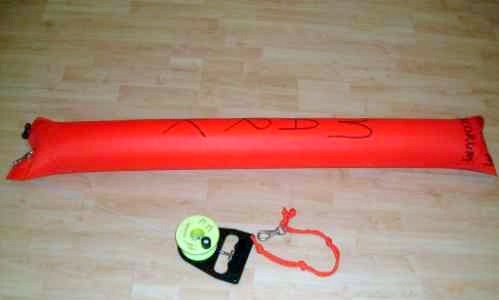
Parachute de palier gonflé
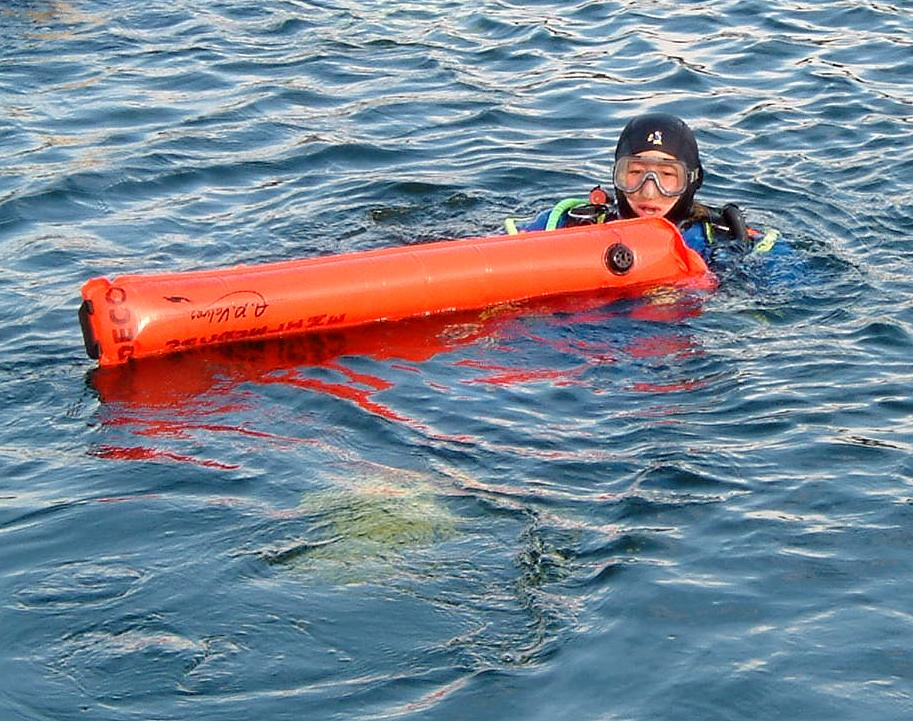
Parachute de palier déployé avec plongeur en surface